# (My My) Baby's Gonna Cry
(My My) Baby's Gonna Cry är en låt av den brittiska duon Eurythmics. Den släpptes i juni 1990 som den femte och sista singeln från albumet We Too Are One. Singeln släpptes i USA, men inte i Storbritannien. Både Annie Lennox och David A. Stewart sjunger på singeln.

## Låtlista
Vinylsingel
- A: "(My My) Baby's Gonna Cry" (Single Version) – 3:58
- B: "(My My) Baby's Gonna Cry" (Acoustic Version) – 2:43

Maxisingel och kassettsingel
- A1: "(My My) Baby's Gonna Cry" (Single Version) – 3:58
- A2: "(My My) Baby's Gonna Cry" (Acoustic Version) – 2:43
- B1: "(My My) Baby's Gonna Cry" (Single Version) – 3:58
- B2: "(My My) Baby's Gonna Cry" (Acoustic Version) – 2:43

CD-singel
1. "(My My) Baby's Gonna Cry" (Single Version) – 3:58
2. "(My My) Baby's Gonna Cry" (Remix) – 5:49
3. "(My My) Baby's Gonna Cry" (Acoustic Version) – 2:43